# Hochschule für Finanzwirtschaft & Management

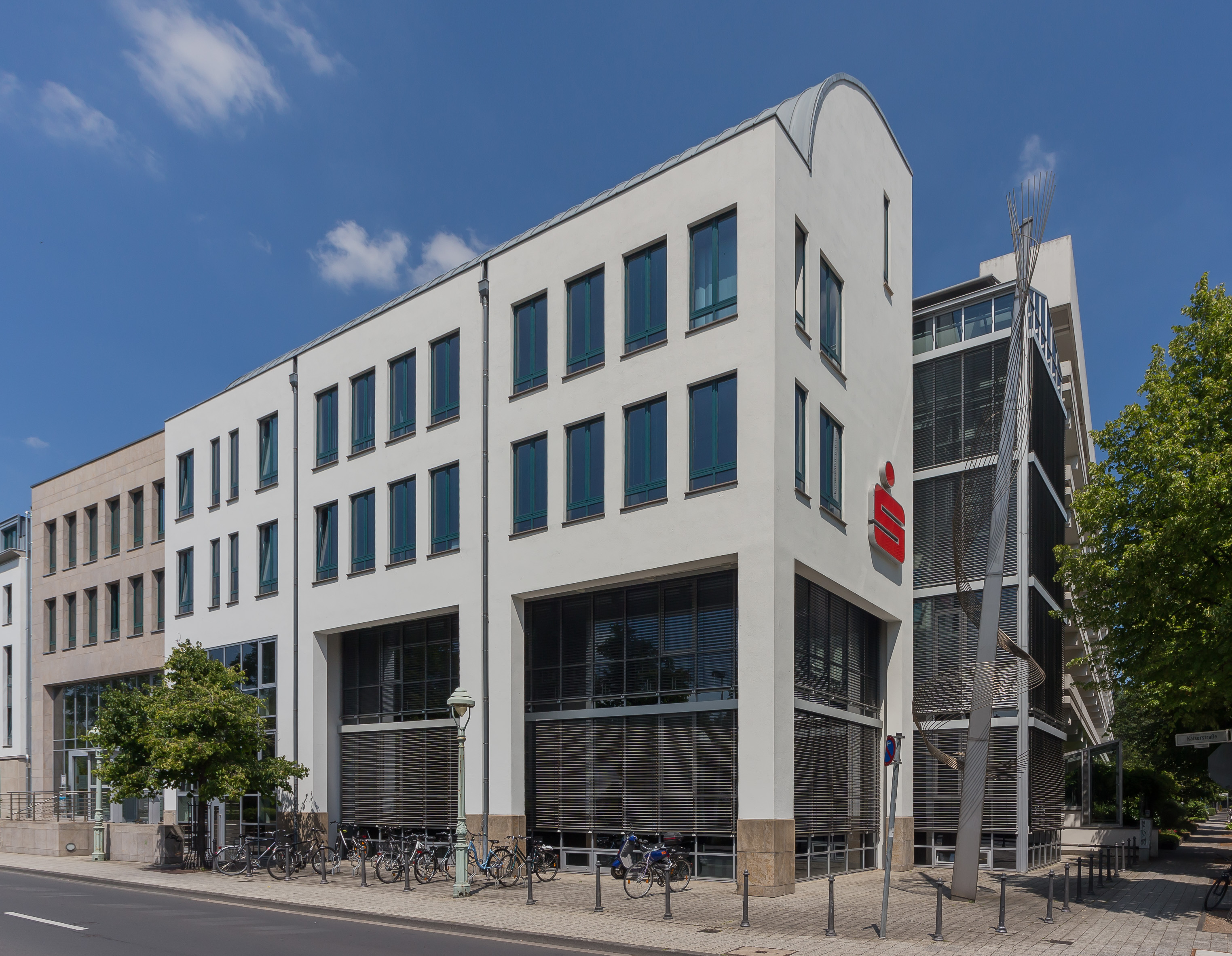
Campus Bonn und Sitz der Hochschule

Die Hochschule für Finanzwirtschaft & Management (HFM) (ehemals Hochschule der Sparkassen-Finanzgruppe – University of Applied Sciences – Bonn) ist eine private, staatlich anerkannte Fachhochschule mit Sitz in Bonn.

## Geschichte
Die Hochschule für Finanzwirtschaft & Management ist am 3. Juli 2003 vom Deutschen Sparkassen- und Giroverband als Gesellschaft mit beschränkter Haftung mit Sitz in Bonn errichtet worden und nahm zum Wintersemester 2003/04 den Studienbetrieb auf. Das Studienangebot umfasste zum damaligen Zeitpunkt zwei Bachelor-Studiengänge. Am 3. März 2006 fand die Graduierung der ersten Bachelor-Absolventen statt. Seit dem 16. Juni 2020 firmiert sie nach erfolgter Übertragung der Management-Akademie der Sparkassen-Finanzgruppe unter ihrem neuen Namen.
Die staatlich anerkannte Hochschule nimmt anwendungsorientiert die Aufgaben einer Fachhochschule mit Studien- und Weiterbildungsangeboten auf wirtschaftswissenschaftlichem und informationstechnisch-wissenschaftlichem Gebiet mit besonderem Bezug zur Finanzwirtschaft wahr. Sie verfolgt ausschließlich und unmittelbar gemeinnützige Zwecke im Sinne der Abgabenordnung.

## Studienangebot
Das berufs- bzw. ausbildungsbegleitende Studienangebot richtet sich vornehmlich an Nachwuchskräfte aus Banken und Sparkassen sowie weiteren Unternehmen aus der Finanzbranche. Aktuell stehen drei Bachelor-Studiengänge und zwei Master-Studiengänge zur Wahl. Alle angebotenen Studiengänge führen das Qualitätssiegel des Akkreditierungsrates.
Im Rahmen der institutionellen Akkreditierung sprach der Wissenschaftsrat der HFM im Jahr 2012 eine Akkreditierung für fünf Jahre mit Verlängerungsoption auf zehn Jahre aus. Nach Auflagenerfüllung ist die Hochschule bis Anfang 2022 institutionell akkreditiert. Das Ministerium für Kultur und Wissenschaft des Landes Nordrhein-Westfalen hat Ende 2021 das Verfahren der institutionellen Reakkreditierung beantragt, das voraussichtlich im Sommer 2023 zum Abschluss kommt.
Die berufs- bzw. ausbildungsbegleitenden Bachelor- und Master-Studiengänge werden im Rahmen eines hybriden Lehransatzes – d. h. einer Kombination aus Selbst- und Präsenzstudienphasen – durchgeführt. Zentrales Betreuungsinstrument ist dabei die interaktive internetgestützte Lernplattform der Hochschule. Die Lehrveranstaltungen finden auf dem Hochschulcampus und an bundesweit verteilten dezentralen Studienzentren statt.

### Bachelor-Studiengänge
Finance (B.Sc.)
Fachlicher Fokus des betriebswirtschaftlichen Studiengangs ist die Bankbetriebslehre.
Das Studienprogramm ist ein Qualifizierungsangebot für Nachwuchskräfte in Sparkassen, Versicherungen, Verbundunternehmen und anderen Finanzdienstleistern, die eine fachliche Spezialisierung anstreben oder erste Führungsaufgaben wahrnehmen wollen.
Banking & Sales (B.A.)
Das Alleinstellungsmerkmal des Bachelor-Studiengangs „Banking & Sales“ ist der inhaltliche Schwerpunkt auf den Vertrieb von Finanzdienstleistungen. Dabei bildet das betriebswirtschaftliche Studium die heute erweiterten Vertriebsansätze und die damit verbundene Entwicklung zur Multikanal-Strategie ab.

### Master-Studiengänge
Banking & Finance (M.Sc.)
Der Master-Studiengang „Banking & Finance“ setzt auf einem wirtschaftswissenschaftlichen Erststudium auf und bietet eine bankbetriebliche Vertiefung in Geschäftsfeldern von Kreditinstituten. Das berufsbegleitende Master-Studienkonzept bietet eine fachliche Spezialisierung in einem der folgenden vier Geschäftsfeldern:
- Banksteuerung und Bankenaufsicht: Regulatorische Grundlagen der Banksteuerung, Steuerung von Marktpreis- und Liquiditätsrisiken, Steuerung von Kredit- und operationellen Risiken, integrierte Steuerung der Gesamtbank
- Firmenkundengeschäft: Vertriebssteuerung im Firmenkundengeschäft, Unternehmensbewertung, Jahresabschluss und -analyse, strukturierte Finanzierungen
- Private Banking: Portfoliomanagement, Geschäftsmodelle und Financial Planning, Besteuerung privater Kapitalanlagen, Rechtsfragen in der Vermögensberatung
- Prüfungs- und Treuhandwesen: Besteuerung der Unternehmen, Jahresabschluss und -analyse, Prüfungswesen I + II

#### Management of Financial Institutions (MBA)
Der berufsbegleitende MBA-Studiengang „Management of Financial Institutions“ richtet sich an Führungsnachwuchskräfte von Finanzdienstleistungsunternehmen. Neben dem insgesamt 17-wöchigen Präsenzstudium auf dem Hochschulcampus umfasst das Studium einen sechs- bis achtwöchigen Auslandsaufenthalt.
Zusätzlich steht das MBA-Studienangebot Studieninteressierten im Format „Lehrinstitut mit MBA“ offen, bei dem die Studierenden neben dem Abschluss „Master of Business Administration“ auch den Abschluss „diplomierte Sparkassenbetriebswirtin/diplomierter Sparkassenbetriebswirt“ erlangen.

## Professuren
An der HFM sind zum Sommersemester 2023 16 Professuren eingerichtet, welche die wesentlichen Geschäftsfelder von Finanzdienstleistungsunternehmen abdecken:
- ABWL, insb. Management: Julius Beck
- ABWL, insb. Management, Personalwirtschaft und Organisation: Michael Thaler
- ABWL, insb. Rechnungswesen, Betriebswirtschaftliche Steuerlehre: Thomas Köster, Master-Studiengangleitung „Banking & Finance“
- Bankbetriebslehre, insb. Bankenregulierung: Anja Schulz, Prorektorin für Forschung
- Bankbetriebslehre, insb. Banksteuerung: Anne Böhm-Dries
- Bankbetriebslehre, insb. Marketing und Vertrieb: Wolfgang Barth
- Bankbetriebslehre, insb. Vermögensmanagement: Denis Bagbasi, Studiengangleitung Finance (B.Sc.) und Banking & Sales (B.A.)
- Bankbetriebslehre, insb. Vertriebsmanagement und CRM: André Lucas
- Bürgerliches Recht, Wirtschaftsrecht, Bank- und Versicherungsrecht: Marwan Hamdan
- Corporate Banking: Bernd Heitzer, Rektor
- Finanzwirtschaft und Nachhaltigkeit: Claudia Breuer, Leiterin der Forschungsstelle Nachhaltigkeit
- Informationssysteme in Finanzdienstleistungsunternehmen: Dirk Neuhaus
- Kapitalmärkte und Volkswirtschaftslehre: Frank Bulthaupt
- Nachhaltigkeit und Finanzmärkte: N.N.
- Strategisches Bank- und Vertriebsmanagement: Mike Schneider, Prorektor für Lehre
- VWL: Martin Scheffel

## Weiterbildung
Durch die im Jahre 2020 erfolgte Übertragung der Management-Akademie bietet die HFM neben den Bachelor- und Master-Studiengängen eine Vielzahl an Veranstaltungsformaten zur wissenschaftlichen Weiterbildung für Banken, Sparkassen und weitere Finanzdienstleister an. Alle Weiterbildungsformate entsprechen dem fachlichen und didaktischen Hochschul-Niveau. Näheres wird in der Ordnung für wissenschaftliche Weiterbildung der Hochschule beschrieben.

## Forschung

### Forschungsaktivitäten
Die anwendungsorientierten Forschungsaktivitäten der Professorinnen und Professoren der HFM sind auf den Bereich Finanzdienstleistungen/Kapitalmärkte fokussiert. Die Hochschule folgt einem transdisziplinären Forschungsansatz, wodurch neues anwendungsorientiertes Wissen in Ko-Produktion von Wissenschaft und Finanzpraxis entsteht.
Folgende Themenbereiche bilden den Schwerpunkt der Forschung:
- Nachhaltigkeit

- Data Science

- Regulatorik

- Mittelstandsfinanzierung

### Forschungsstelle Nachhaltigkeit
Zum Thema Nachhaltigkeit ist an der HFM im Jahr 2022 eine Forschungsstelle eingerichtet worden, ein erster Tätigkeitsbericht liegt bereits vor. Die Forschungsstelle Nachhaltigkeit befasst sich mit sämtlichen Nachhaltigkeitsthemen der Kreditwirtschaft. Dabei steht weniger die Schaffung von Grundlagenwissen im Vordergrund, sondern vielmehr der interdisziplinäre Transfer von Forschungsergebnissen für die Anwendung in der Praxis. Weiter steht die didaktische Entwicklung von Lehr- und Schulungskonzepten sowie die Etablierung der Forschungsstelle als Plattform zum fachlichen Austausch von Nachhaltigkeitsmanagern und -managerinnen im Vordergrund.

## Alumni-Verein
Am 11. Januar 2008 gründeten Absolventinnen und Absolventen, Lehrkräfte und Fördernde der HFM einen gemeinnützigen Alumni-Verein, in dem rund ein Drittel aller ehemaliger Studierenden Mitglied ist.
Die Aktionsfelder des Vereins sind:
- die Netzwerkbildung,
- die Repräsentation und Interessenvertretung,
- die wissenschaftliche Weiterbildung der Mitglieder sowie
- die Förderung der wissenschaftlichen Zusammenarbeit mit der Hochschule.